# Microchrysa japonica
Microchrysa japonica är en tvåvingeart som beskrevs av Akira Nagatomi 1975. Microchrysa japonica ingår i släktet Microchrysa och familjen vapenflugor. Inga underarter finns listade i Catalogue of Life.